# Paracles albescens
Paracles albescens là một loài bướm đêm thuộc phân họ Arctiinae, họ Erebidae.